# Vår lilla stad
Vår lilla stad är en låt skriven av Plura Jonsson, framförd av Eldkvarn. Den gavs ut som andra singel från albumet Pluralism (1993). I låten beskrivs en småstadsidyll från Pluras perspektiv, som bland annat innefattar lyckliga gator, gårdar och hus, samt en cykelaffär. 

## Liveversioner
Låten brukar spelas under konserter med Eldkvarn, och finns även med på liveskivan Tempel av alkohol med ett nytt arrangemang.